# Schweizerischer Billard Verband
Der Schweizerische Billard Verband (SBV) (frz.: Fédération Suisse de Billard FSB) ist die Dachorganisation des Billardsports in der Schweiz und ist dem europäischen Dachverband Confédération Européenne de Billard (CEB) angeschlossen.

## Geschichte
Am 2. Januar 1909 wurde in Basel die Fédération Suisse des Amateurs de Billard (FSAB) gegründet und Rodolphe Agassiz aus Lausanne wurde zum ersten Präsidenten ernannt.
Die Delegiertenversammlung des FSAB beschloss am 20. Juni 1987 in Lenzburg, dass der Name auf Schweizerischer Billard Verband (SBV) geändert wird.
In Zusammenarbeit mit der CEB richtet der Verband seit 2013 die Lausanne Billard Masters im Dreiband aus.

## Organisation
Der SBV ist in vier eigenständige Sektionen unterteilt:
- Sektion Carambole
- Sektion 5-Kegel-Billard (5 Birilli)
- Sektion Snooker
- Sektion Pool

Der Verband  ist Mitglied der Swiss Olympic Association.

### Übergeordnete Verbandsstruktur
|  |

|  |

|  |